# Max Eugen Domarus
Max Eugen Domarus (* 12. Juni 1866 in Schlochau; † 4. März 1946 in Wiesbaden) war ein deutscher Archivar und vom 1. April 1921 bis 1. Oktober 1931 Direktor des Staatsarchivs Wiesbaden. Er war der Vater des Historikers Max Domarus und Verfasser zahlreicher wissenschaftlicher Abhandlungen zur nassauischen Landes- und Kirchengeschichte.

## Leben
Nach dem Besuch des Gymnasiums Josefinum in Hildesheim studierte er an den Universitäten Münster, Berlin und Halle, um anschließend als Schüler Theodor Lindners mit einer Dissertation über „Die Beziehungen der deutschen Könige von Rudolf von Habsburg bis Ludwig d. B. zu Dänemark“ zum Dr. phil. zu promovieren (am 17. Dezember 1891). Während seines Studiums wurde er 1889 Mitglied der KAV Suevia Berlin.
Als Stipendiat der Görres-Gesellschaft, der er zeitlebens eng verbunden blieb, verbrachte er prägende Jahre in Italien, vor allem in Rom (September 1893 bis Juli 1897), bevor er im August 1897 in den preußischen Archivdienst übernommen wurde. Von seiner ersten Wirkungsstätte, dem Staatsarchiv Hannover, wechselte er am 1. April 1900 zum Staatsarchiv Wiesbaden und avancierte dort zum Staatsarchivdirektor. Die Arbeit dieser Jahre stand im Zeichen der schwierigen wirtschaftlichen und politischen Verhältnisse im Deutschland der Nachkriegs- und Inflationszeit. Während seiner gewissenhaften und unparteiischen Berufsarbeit galt sein besonderes Interesse den Beständen aus dem Rheingau und der kirchlichen und klösterlichen Einrichtungen, die ihn zu zahlreichen wissenschaftlichen Veröffentlichungen zur nassauischen Landesgeschichte veranlassten.
Besondere Beachtung fanden nicht zuletzt auch seine Abhandlungen über die frühe Luftreise des Franzosen Jean-Pierre Blanchard von Frankfurt nach Weilburg 1785 sowie über die Verweigerung des nassauischen Untertaneneides durch Heinrich Friedrich Karl vom und zum Stein. Neben der großen Zahl an Beiträgen in den „Annalen und Mitteilungen des Vereins für nassauische Altertumskunde und Geschichtsforschung“ ist auch die 1926 als Buch erschienene „Geschichte von Dernbach“ zu nennen, wofür ihn die Gemeinde Dernbach noch im gleichen Jahr zum Ehrenbürger ernannte.